# Phycomenes
Phycomenes is een geslacht van kreeftachtigen uit de klasse van de Malacostraca (hogere kreeftachtigen).

## Soorten
- Phycomenes cobourgi (Bruce & Coombes, 1995)
- Phycomenes indicus (Kemp, 1915)
- Phycomenes siankaanensis (Martinez-Mayén & Román-Contreras, 2006)
- Phycomenes sulcatus (Ďuriš, Horká & Marin, 2008)
- Phycomenes zostericola Bruce, 2008